# Game Jolt
Game Jolt — це платформа для відеоігор, геймерів і творців контенту. Вона доступна на iOS і Android в Інтернеті та як програма для Windows і Linux. Насамперед для покоління Z, користувачі діляться інтерактивним контентом у різноманітних форматах, включаючи зображення, відео, прямі трансляції, чати та віртуальні події.
Платформа Game Jolt була заснована Япраком і Девідом ДеКарміном.

## Історія
З моменту заснування Game Jolt підтримує незалежних творців центральною платформою для керування їхнім контентом і спільнотами. Девід ДеКармін почав розробку Game Jolt у віці 14 років для групи любителів, створюючи ігри та ділячись на форумах у ранній версії, відомій як Holo World. Початковий намір полягав у створенні платформи для геймерів, на якій можна було б знаходити нові ігри та швидко в них грати, а також надавати зворотній зв'язок безпосередньо творцям, що дозволило б їм продовжувати вдосконалювати свої ігри.
У 2008 році Game Jolt було зареєстровано як LLC,  а потім зареєстровано як Game Jolt Inc. у вересні 2020 року.
Новий сайт, запущений у 2015 році, має адаптивний дизайн, автоматичний контроль як для ігор, так і для статей про ігрові новини, який зважує, наскільки нещодавно було завантажено гру та наскільки вона популярна («гаряча»), а також параметри фільтрації в списках ігор за платформою, рейтингом зрілості та статусом розвитку. 
У березні 2022 року Game Jolt одночасно запустили мобільний додаток у Google Play Store та Apple App Store для геймерів і творців покоління Z. Під час бета-версії мобільний додаток мав 100 000 встановлень перед запуском. 

### Магазин ігор
Game Jolt продовжують зберігати велику бібліотеку незалежних ігор. Розробники ігор можуть завантажувати свої ігри безпосередньо на сайт, щоб ділитися ними чи продавати.
Game Jolt підтримували розповсюдження ігор, які можна завантажити, а потім додали підтримку ігор Flash, Unity та Java , що дозволило підтримувати браузерні ігри. Game Jolt Jams був випущений на початку 2014 року як сервіс, який дозволяє користувачам створювати власні геймджеми, інтегровані з основним сайтом.  
Онлайн-маркетплейс був оголошений у квітні 2016 року  та випущений наступного місяця з ексклюзивним набором ігор, включаючи Bendy and the Ink Machine, що дозволило розробникам продавати свої ігри на сайті. 
У січні 2016 року Game Jolt випустила вихідний код клієнта та інтерфейсу сайту на GitHub за ліцензією MIT.
У січні 2022 року Game Jolt раптово заборонили показ ігор для дорослих на сайті, зазначивши в електронному листі розробникам, що сайт став «платформою соціальних медіа», і вони «повинні приймати рішення щодо напрямку та майбутнього бренду, який тепер включає видалення розміщених ігор із вмістом для дорослих». Також вони зазначили у твіті «Game Jolt — це платформа з великою аудиторією 13-16 років. Наші користувачі попросили нас навести лад, тож ми тут».

## Особливості

### Стрімінг з натовпу
У 2021 році Game Jolt представила власну функцію для прямих трансляцій під назвою Firesides.  Firesides дозволяють кільком користувачам одночасно вести пряму трансляцію з майже 0-секундною затримкою. Ця функція була запущена з віртуальним концертом, який продемонстрував її здатність вміщати кілька стримерів. 

### Мобільний додаток
Game Jolt Social від Game Jolt Inc. було запущено в Apple App Store і Google Play Store у березні 2022 року. «Для нас зрозуміло, що покоління Z втомилося від загальних соціальних медіа, і вони хочуть мати місце спеціально для ігор, яке підтримує всі типи контенту, який вони створюють — мистецтво, відео, думки та прямі трансляції в одному місці». сказав засновник і генеральний директор Game Jolt Япрак Декармін у заяві для VentureBeat. 

### Настільний додаток
Game Jolt Client — це версія веб-сайту для настільних комп’ютерів.

### Ігровий API
Прикладний програмний інтерфейс Game Jolt (зазвичай відомий як Game Jolt Game API) дозволяє будь-якому розробнику використовувати платформу розробки ігор, яка підтримує операції HTTP та MD5 або SHA-1.   Game Jolt рекламує, що API може:
- Створити кілька «табло», які збирають найкращі результати гравців, які є загальнодоступними в профілі гри, і надають обліковим записам користувачів EXP[25]
- Нагороджувати трофеями гравців, які дають обліковим записам користувачів EXP [25]
- Зберігати дані гри на серверах даних Game Jolt [26]

## Геймджеми та конкурси
Game Jolt регулярно проводить геймджеми, де учасників заохочують розробляти ігри, щоб отримати шанс виграти призи.
У 2009 році Game Jolt провели свій перший ігровий джем Shocking Contest. 
У листопаді 2014 року Game Jolt анонсували ігровий джем «Indies vs PewDiePie» у партнерстві з популярним ютубером PewDiePie. 
Розробникам дали вихідні (21–24 листопада), щоб створити гру на тему «весело грати, весело дивитися» відповідно до стилю розваг Let’s Plays. Після цього користувачі могли оцінювати записи до 1 грудня, коли було підраховано бали. Нагородою за 10 найкращих ігор було те, що Фелікс грав у ігри на своєму каналі як засіб просування розробників , хоча пізніше він грав і в інші записи. 
Один з учасників джему, тепер відомий як Outerminds Inc., був виявлений і найнятий PewDiePie для розробки своєї мобільної гри Legend of the Brofist.
Game Jolt у партнерстві з Феліксом, Шоном «Jacksepticeye» МакЛафліном і Марком «Маркіплаєром» Фішбахом провели «Indies vs Gamers» у липні 2015 року  Вимоги до заявок були аркадні ігри з використанням таблиць рейтингів Game Jolt Game API, які повинні були бути створені між 17 і 20 липня  і 5 найкращих ігор були зіграні на каналах партнера YouTube.  
Після ігрового джему «Indies vs PewDiePie» у 2014 році Game Jolt опублікували свої внутрішні інструменти для розміщення джемів, щоб усі користувачі використовували їх як сервіс для створення власних геймджемів, інтегрованих із основним сайтом. 
Сьогодні Game Jolt зосереджується на розміщенні та спільному проведенні ігрових змагань із визнаними брендами, щоб надати своїм користувачам грошові  та освітні можливості.

### Конкурси
| Дата                      | Тематика                                                                                                   | Місце                                 | Місце                                                    | Місце                                                            |
| Дата                      | Тематика                                                                                                   | Перше                                 | Друге                                                    | Третє                                                            |
| ------------------------- | --- | ------------------------------------- | -------------------------------------------------------- | ---------------------------------------------------------------- |
| 13-21 червня 2009         | Shocking (Шокуючий)                                                                                        | ShockMaze                             | Infidels                                                 | Shocker: The Electrifying Hero                                   |
| 1-31 серпня               | Axiom (Аксіома)                                                                                            | Raimond Ex                            | Paul Moose In Space World                                | No Longer Apart                                                  |
| 1-7 листопада 2009        | Minimal (Мінімалізм)                                                                                       | Spectrum Wing                         | Saut                                                     | Fetus                                                            |
| 24-25 січня 2010 року     | Rogue (Негідник)                                                                                           | Super Space Rogues                    | Tower Climb                                              | Flood the Chamber                                                |
| 1-8 липня 2010            | Indie Game Demake (Демейк інді-гри)                                                                        | Warning Foregone                      | Sulkeis                                                  | Saucelifter 8-bit                                                |
| 16 січня-14 лютого 2011   | Invention Contest (Конкурс винаходів)                                                                      | Fire With a Riot                      | Bun Dun                                                  | Monica                                                           |
| 20 серпня-24 вересня 2011 | Music Interpretation (Музична інтерпретація)                                                               | Je Suis Le Diable                     | Rhythmical                                               | Jeremy                                                           |
| 11-19 серпня 2012         | Fear (Страх)                                                                                               | The Room                              | Fragments of Fear                                        | Nyctophobia                                                      |
| 1-11 березня 2013         | Chaos (Хаос)                                                                                               | Void Rogue                            | Blues for Mittavinda                                     | Stellar Zero                                                     |
| 9-18 березня 2013         | Party (Вечірка)                                                                                            | Quantum Party Crasher                 | Super Clean Clean                                        | Party Run                                                        |
| 21-24 листопада 2014      | Fun to play and watch (Indies vs PewDiePie) (Весело грати, весело дивитися (Інді-розробники vs PewDiePie)) | Lord of the Horde                     | Kid VS School                                            | DANCE!DANCE! PewDiePie                                           |
| 17-20 липня 2015          | High scores (Indies VS Gamers) (Рекорди (Інді-розробники vs Геймери))                                      | Racket Boy                            | Sushido                                                  | Super Nanny Sleepytime Ultra HD Alpha Omega                      |
| 29 липня-13 серпня 2021   | Opera GX Game Maker Jam (Геймджем Opera GX)                                                                | OPERIUS виграв(ла) 10 000 доларів США | OH NO! ALIENS STOLE MY WIFI виграв(ла) 7 000 доларів США | NETTIE AND SETTIE SAVE THE INTERNET виграв(ла) 3 000 доларів США |
| 17 червня-3 липня 2022    | Together Jam (Джем разом)                                                                                  | TBD                                   | TBD                                                      | TBD                                                              |
| 5-8 серпня 2022           | Girls in Games Jam (Дівчата у геймджемах)                                                                  | TBD                                   | TBD                                                      | TBD                                                              |

## Події
Game Jolt проводить як фізичні, так і віртуальні заходи, щоб розважити та розіграти своїх користувачів.

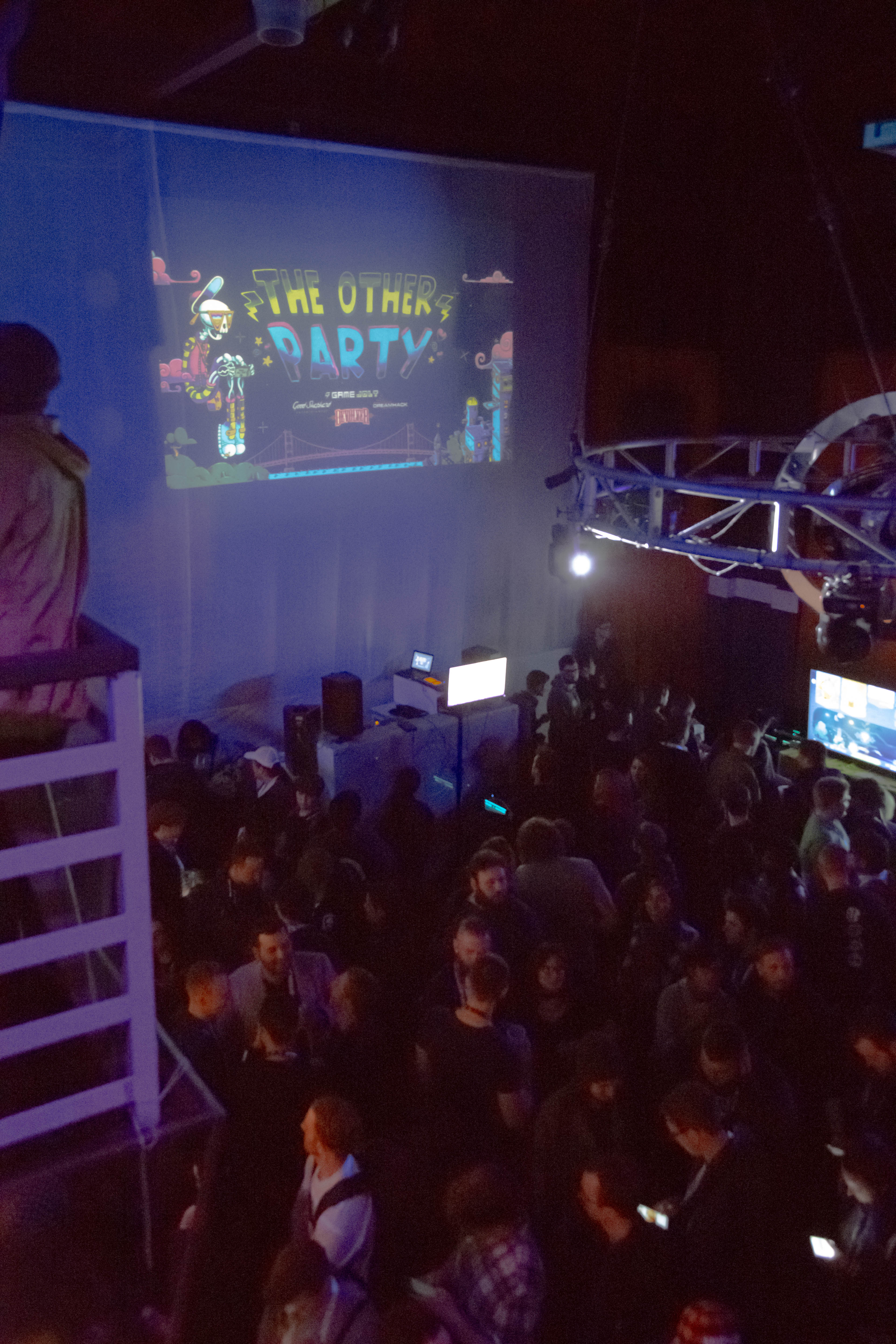

### Фізичні заходи
| Рік  | Назва заходу                                                                      | Місце проведення               |
| ---- | --------------------------------------------------------------------------------- | ------------------------------ |
| 2016 | Game Jolt Develop: Party!                                                         | Брайтон, Велика Британія       |
| 2018 | The Other Party at GDC by Game Jolt, DreamHack, Devolver Digital, Good Shepherd   | Сан-Франциско, Каліфорнія, США |
| 2019 | Indiepocalypse at GDC by Game Jolt, Devolver Digital, Good Shepherd and DreamHack | Сан-Франциско, Каліфорнія, США |
| 2019 | Indie Forest PAX West Party by Game Jolt, DreamHack and Devolver Digital          | Сіетл, штат Вашингтон, США     |

## Інвестиції
Після запуску Game Jolt за рахунок доходів, отриманих від реклами на веб-сайті протягом багатьох років, ДеКарміни отримали венчурний капітал у 2020 році від SoftBank  а потім знову у 2021 році від засновників Twitch, Rec Room, Modio тощо. 